# Concordaat van Bologna
Het Concordaat van Bologna is een verdrag dat in 1516 werd gesloten tussen koning Frans I van Frankrijk en paus Leo X. Het was een zoveelste overwinning van het gallicanisme.

## Totstandkoming
De overeenkomst werd besproken in Bologna maar werd in Rome ondertekend op 18 augustus 1516 tijdens het Vijfde Concilie van Lateranen. De inspirator van de tekst was de humanist Jean de Pins.
De ondertekenaars waren paus Leo X en kanselier Antoine Duprat als vertegenwoordiger van de Franse koning. De besprekingen werden in december 1515 aangevat in Bologna, kort nadat de Fransen de Slag bij Marignano hadden gewonnen. Het doel ervan was terug te komen op sommige beschikkingen van de Pragmatieke Sanctie (1438) en een overeenkomst te bereiken die beide partijen bevredigde. Dit lukte, want het Concordaat van Bologna bleef van kracht tot aan de Franse Revolutie.
Het Concordaat van Bologna verleende aan de Franse kroon macht over de katholieke kerk in eigen land. Geen enkele andere katholieke heerser beschikte over een gelijkaardige macht in zijn vorstendom.

## De vorm
Het Concordaat werd opgenomen in een pauselijke bulle onder de naam Primitiva illa ecclesia, gedateerd op 18 augustus 1516. Deze werd voorgelezen op het Vijfde Concilie van Lateranen op 19 december 1516.
De tekst werd geratificeerd door koning Frans I op 13 mei 1517 en geregistreerd bij het Parlement van Parijs op 22 maart 1518.

## De inhoud
Dit concordaat was een compromis, dat de Pragmatieke Sanctie van Bourges (1438) verving. Hierover was bijna een eeuw strijd geweest tussen het Vaticaan en de Franse troon.
De voornaamste winst voor de paus was dat er niet meer werd teruggegrepen naar de vroegere zienswijzen verkondigd op het Concilie van Bazel en verwerkt in de Pragmatieke Sanctie, dat aan een concilie een hoger gezag toekende dan aan de paus en dat er om de tien jaar een concilie moest plaats grijpen.
Ten voordele van de Franse kroon werd afgesproken dat de traditie die was ingezet onder Filips IV van Frankrijk, waarbij de Franse koning het recht had bedienaars voor te stellen voor hogere kerkelijke bedieningen en beneficies, nu officieel werd. Dit betekende voor de koning de beschikking over 150 bisdommen en over 500 abdijen en priorijen.

## Werkwijze
Voortaan presenteerde de koning zijn kandidaten voor de hoge kerkelijke functies, voornamelijk de aartsbisdommen en de bisdommen, en werd er niet langer meer gestemd in de kapittels van kathedralen. Men ging als volgt te werk:
- Binnen de zes maanden nadat een ambt vacant was geworden, 'benoemde' de koning een kandidaat.
- De paus onderzocht of de kandidaat aan de voorwaarden voldeed van minimumleeftijd (27 jaar), minimale opleiding (licentiaat in beide rechten of licentiaat in theologie) en van goede zeden.
- Bij positief resultaat verleende de paus de 'canonieke investituur' die gezag gaf over een bisdom of een abdij.
- De benoemde legde vervolgens de eed van trouw aan de koning af en ontving de 'wereldlijke investituur'.

Het Parlement van Parijs stribbelde wat tegen en wilde de traditie van verkiezingen redden, maar vergeefs. De koning verplichtte ze het Concordaat te registreren. De praktijk veranderde trouwens weinig of niets aan wat al bestond, want ook toen voordien verkiezingen werden gehouden, kon de koning er op gezag van de Pragmatieke Sanctie wel voor zorgen dat het zijn kandidaat was die verkozen werd. Nu was hij dus van die tussenstap verlost en werden verkiezingen verboden.
Wat de abdijen en andere religieuze huizen betreft, waar tot dan toe verkiezingen tot de geplogenheden hadden behoord, waren de regels voortaan:
- de koning benoemde een bekleder van het ambt binnen de zes maanden,
- deze moest minimum 23 jaar oud zijn en tot de orde behoren waarvoor de benoeming gold,
- als aan die voorwaarden voldaan was, kreeg hij de investituur van de paus.

Toch bleven er nog een aantal abdijen, priorijen of kapittels die van de Heilige Stoel het privilege ontvingen om toch nog verder hun leiding door verkiezingen aan te duiden. Dit was het geval voor de meeste vrouwelijke kloosters.
Daar waar het de bedoeling van de paus was geweest om door deze duidelijke regels, de veelvuldige vormen van misbruik tegen te gaan, liet hij al onmiddellijk een achterpoortje toe, dat verder misbruik mogelijk maakte, doordat de vooropgestelde voorwaarden konden omzeild worden
- voor personen van koninklijken bloede,
- voor personen van hoge rang (personis sublimibus).

Hierbij werd niet gespecificeerd tot in welke graad van 'koninklijken bloede' dit gold en werd de 'hoge rang' niet gedefinieerd. Anderzijds had de koning ook de mogelijkheid om beneficies toe te kennen aan personen die niet aan de voorwaarden voldeden, maar die hij in zijn dienst had of van wie hij de trouw wilde verwerven.

## Uitbreiding van het Concordaat
Het Concordaat werd in de volgende jaren nog verder uitgebreid:
- De toestand van twee landsgedeelten die buiten het Concordaat waren gebleven (het hertogdom Bretagne en het graafschap Provence) werd geregeld door een gelijklopend indult, gedateerd 30 oktober 1516.
- Op 11 december 1664 verleende paus Alexander VII de macht aan Lodewijk XIV om de bisschoppen van Metz, Toul en Verdun te benoemen.
- Op 23 maart 1668 breidde paus Clemens IX de benoemingsmacht van de Franse koning uit in die drie bisdommen voor alle beneficies.
- Op 9 april 1668 verleende dezelfde paus aan Lodewijk XIV ook benoemingsmacht over het aartsbisdom Perpignan en het bisdom Atrecht, inclusief op de territoria die door de Vrede van de Pyreneeën Frans grondgebied waren geworden.
- In augustus 1668 verleende de paus benoemingsrecht aan de Franse koning voor de territoria die bij Frankrijk gehecht werden door het Verdrag van Aken (1668).
- Paus Innocentius XI verleende aan de koning benoemingsrecht voor de bisdommen Ieper en Sint-Omaars evenals voor de territoria van Bourgondië en Vlaanderen die door de Vrede van Nijmegen bij Frankrijk waren gevoegd.
- Op 4 januari 1695 verleende paus Innocentius XII aan Lodewijk XIV het benoemingsrecht over het aartsbisdom Kamerijk.
- Op 29 juni 1698 droegen de kanunniken van de kathedraal van Besançon hun recht om aartsbisschoppen te verkiezen over aan de koning.

## Einde van het concordaat van Bologna
Het concordaat verviel door de constitution civile du clergé die door de Constituante werd aangenomen op 12 juli 1790, door koning Lodewijk XVI op 24 augustus 1790 werd ondertekend en als wet werd uitgevaardigd.
In 1801 herstelde een nieuw concordaat in grote mate de gallicaanse voorrechten op de kerk in Frankrijk, ten voordele van consul Bonaparte, weldra keizer Napoleon.
Na 1815 ondernam Lodewijk XVIII een vruchteloze poging om het Concordaat van Bologna opnieuw volledige rechtskracht te geven.